# 張隆志
張隆志是台灣歷史學家，生於台南縣白河，現為國立臺灣歷史博物館館長。

## 生平

### 早年
張隆志先後於國立臺灣大學歷史學研究所、哈佛大學歷史與東亞語言研究所取得碩士與博士，其彼時研究為清治與日治台灣。回台後歷任大學教授、中央研究院臺灣史研究所副所長。

### 國立臺灣歷史博物館館長
2021年3月，張隆志獲文化部任命為新任國立臺灣歷史博物館館長。其上任時為台史博建館10周年，他期望臺史博能成為世界的歷史博物館。他認為，台灣歷史經歷數次殖民統治，台灣史與台灣研究在過去多以外來者角度敘事。
張隆志擔任館長時推行大眾史學，讓歷史為大眾所知。對他而言，台灣史研究走向公眾能讓其不被特定政權掌握，能走出自己的路並為世界所知。